# الخطمة (الخبت)

تعديل مصدري - تعديل

الخطمة هي إحدى قرى عزلة عبان بمديرية الخبت التابعة لمحافظة المحويت، بلغ تعداد سكانها 434 نسمة حسب تعداد اليمن لعام 2004.